# شری هورمن
شری هورمن (انگلیسی: Sherry Hormann؛ زادهٔ ۲۰ آوریل ۱۹۶۰) کارگردان فیلم، فیلم‌نامه‌نویس، و استاد دانشگاه اهل ایالات متحده آمریکا است. او کارگردان فیلم گل صحرا است. شری هورمن با مایکل بالهاوس فیلم‌بردار  برجستهٔ اهل آلمان ازدواج کرده بود.